# Алексеевское (Карабихское сельское поселение)
Алексеевское — деревня в Ярославском районе Ярославской области. Входит в состав Карабихского сельского поселения.

## География
Находится в восточной части Ярославской области на расстоянии приблизительно 7 км на юг по прямой от станции Ярославль.

## История
В 1859 году здесь (деревня Ярославского уезда Ярославской губернии) было учтено 19 дворов, в 1898 — 38, в 1941 — 27.

## Население
Численность населения: 187 человек (1859 год), 1 (русские 100 %) в 2002 году, 9 в 2010.